# Ново-Еделево
Ново-Еделево (до 1871 г. Еделево) — село (с 1871 г.) в Гагинском районе Нижегородской области России. Входит в состав Юрьевского сельсовета.

## География
Село находится в юго-восточной части Нижегородской области, в зоне хвойно-широколиственных лесов, на левом берегу реки Пьяны, при автодороге 22К-0055, на расстоянии приблизительно 18 километров (по прямой) к северо-западу от села Гагина, административного центра района. Абсолютная высота — 108 метров над уровнем моря.
Климат
Климат характеризуется как умеренно континентальный, с коротким тёплым летом и холодной снежной зимой. Среднегодовая температура — 3,2 — 3,4 °C. Средняя температура воздуха самого тёплого месяца (июля) — 17 — 19 °C; самого холодного (января) — −14 — −12 °C. Среднегодовое количество атмосферных осадков составляет 450—500 мм, из которых 349 мм выпадает в период с апреля по октябрь.
Часовой пояс
Село Ново-Еделево, как и вся Нижегородская область, находится в часовой зоне МСК (московское время). Смещение применяемого времени относительно UTC составляет +3:00.

## История

### Административное подчинение
До установления системы губерний деревня Еделево относилось к Шатковскому стану Арзамасского уезда Российского государства. В 1779—1929 гг. деревня (а позднее село) относилась к Сергачскому уезду Нижегородской губернии.
В течение высшего этапа развития традиционного экономического уклада — помещичьего периода истории — деревня Еделево являлась частной собственностью ряда землевладельцев, иногда нескольких одновременно:
- 1782 (4-я ревизия): Головкина
- 1795 (5-я ревизия): Анненков Александр Никанорович (? — 1803)[6]
- 1811 (6-я ревизия): Анненков Александр Никанорович[7]
- 1816 (7-я ревизия): Анненкова Анна Ивановна[8]
- 1834 (8-я ревизия): Анненкова Анна Ивановна (? — 1842)[9]
- 1850—1851 (9-я ревизия): Анненкова Анна Ивановна[10]
- 1858 (10-я ревизия): Анненков Иван Александрович и другие[11]

### Христианизация
Православная приходская церковь в деревне построена в 1871 году деревянной, что сменило статус населённого пункта на село. Позднее, после 1904 г. деревянная церковь заменена кирпичной, сохранившейся до настоящего времени. В 1871 г. также было изменено и название нового села: поскольку в Сергачском уезде уже имелось село Еделево в Межпьянье, новое село назвали Ново-Еделево.
До постройки церкви жители деревни со времён христианизации региона — с 1777 г. — являлись прихожанами села Болобоново Сергачского уезда (в настоящее время — в составе села Воронцово Гагинского района Нижегородской области).

### Этапы владения

#### Еделевы
Еделевы — наследственные мордовские старшины, или как они стали зваться при татарском иге — мурзы. Вероятно, не один век они властвовали над некой мордвой, более того, и над алатырской. Иван Грозный после казанского похода 1552 года принял мордовских старшин на службу, сделал их помещиками, заставил ходить в поход. Не всегда мордовские мурзы владели мордовскими деревнями, иногда под их власть попадали русские. Деревни назывались по владельцам: так, в частности, названа деревня Еделево. Так, в 1596 году этим селением на речке Рушке, что попадает в реку Ивашку (а Ываш — в Пьяну), владел еделевский мурза Елачь Алексеев. Еделевский мурза Бурнук Васильев, отмеченный в документах 1598 года, вероятно, владел деревней Борнуково на Пьяне. Мурзы — мордва, а крестьяне — русские. Так, у Бурнука морзы был крестьянин Ондрюша Корнилов, у сына Бурнука — Есипа Бурнукова был крестьянин Михайла Ильин и т. д.
Еделевы очень гордились своим «княжеским» родом. Так, уже в 1613 году на Пьяне отмечена деревня Княжева-Еделева (современная Ново-Еделево). Владел ею князь-мурза Невер Тенишев. Но не он один, был ещё мурза Кечас Акчурин, Иузма Нечай Мурзадин и новокрещён Борис Михайлов. Крестьяне у них православные: Иван Фёдоров, Данило Иванов, Семён Савельев, Семён Панкратов. Кстати, мурзы Еделевы размножились уже в то время так, что измельчавшие имения прокормить им было не в состоянии. В дальнейшем многие Еделевы дошли до состояния крестьянского, стали однодворцами, т. е. помещиками без крепостных, сами пахали землю. Однако упорно домогались княжеского титула. Если московские царские приказы их ещё терпели, то императорский Петербург упёрся и ни в какую признавать за ними титул «Сиятельство» не хотел. Тогда Еделевы нашли выход: запросили переменить фамилию на «Князеделевы», что и было разрешено: так, в нижегородском ополчении в 1812—1814 годах принял участие офицер Князеделев.
В отличие от Княжево-Еделево на Пьяне, деревня на Рушке стала зваться Старое Еделево. В документе за 1615 г. отмечены крестьяне Милюта Олексеев, Любим Семенов, Левонтий Борисов, явно крещёные. Помещиков же, как и в Ново-Еделево, там было много: Нечай Мурзадин, Кечас Худяков, Варгудин Акчурин, очевидно из тех еделевских мурз.

#### Ромодановские
В XVII веке многие земли этого района попали во владение князей Ромодановских. Первый Ромодановский, Василий Фёдорович, был потомком Рюрика в 16-м колене. У него было 7 сыновей, служивших ещё Ивану III и Василию III. Внуков у Василия Фёдоровича было 18 человек. Один из них, Иван Петрович, был послан в Персию и при возвращении оттуда в 1607 году был убит калмыками в Астрахани. Документально подтверждено, что среди правнуков Василия Фёдоровича были помещики, точнее, вотчинники в Запьянье. Так, князь Иван Иванович Меньший, стольник, затем боярин при Алексее Михайловиче владел в 1616-1620 г.г. сёлами Мокша и Пергалей.
Сын Ивана Ивановича боярин Юрий Иванович «пользовался особенною благосклонностью и неорганиченною доверенностью царя Алексея Михайловича, и эта отменная благосклонность царя к боярину кн.Юрию Ивановичу была основою того величайшего значения, коим род князей Ромодановских пользовался при дворе во второй половине XVIII века и потом до самого пресечения своего в мужском колене». Внук Ивана Ивановича, князь Фёдор Юрьевич, как документально доказано, владел селом Большие Печёрки. Этим же селом владела его внучка Екатерина Ивановна Головкина, к тому же она владела и Еделево и Нагаево. Можно предположить, что во владении Ромодановских Еделево было ещё при Петре I или ранее того. Князь-кесарь Ф. Ю. Ромодановский — фигура зловещая. Ему безгранично доверял Пётр I, оставлял его вместо себя править государством во время своей заграничной командировки, отдавал ему царские почести. Ф. Ю. Ромодановский не терпел, чтобы к нему во двор кто-либо приезжал в своём экипаже, даже царь оставлял свою коляску за воротами. Пётр сделал Ромодановского главою Преображенского приказа, т. е. тайной полиции. Мастер пытки, дыбы жёг и вздёргивал людей: «монстра видом», «нежелатель добра никому». Даже беспощадный Пётр пытался иногда останавливать сотрудника. Умер князь-кесарь 17 сентября 1717 года.
Его сын Иван Фёдорович имел титул от Петра "князь-кесарь" и "кесарское величество", от Екатерины I — действительный тайный советник с пожалованием его Андреевской лентой, от Петра II он получил московское генерал-губернаторство, хоть и многочисленные были когда-то князья, но Иван Фёдорович оказался последним. Умер он 15 марта 1730 года, через 6 лет, 2 сентября 1736 года умерла его жена Анастасия Фёдоровна, рождённая Салтыкова.
У последнего князя Ромодановского была единственная дочь Екатерина, рождённая 22 ноября 1701 года. Она вышла замуж за вице-канцлера и кабинет-министра графа Михаила Гавриловича Головкина. Есть документ, что именно Екатерина Ивановна Головкина владела Еделево во время пугачёвщины. Крестьяне Еделево не слушались помещицу и назначенных ею начальников, а также скопом написали челобитную Пугачёву. За это в деревне построена была виселица и глаголь — для устрашения, виновные были биты плетьми под этими знаками дворянской власти.
Умерла Екатерина Ивановна 20 мая 1791 года. Прожила 90 лет, после неё деревня досталась — неясно, как — военному Александру Никаноровичу Анненкову.

#### Анненковы
Анненков отмечен как владелец в 1795 и 1811 гг. После его смерти помещицей стала его жена Анна Ивановна Анненкова. Её сын Иван Алексадрович, офицер гвардии, получил бы после ее смерти, которая последовала в 1842 г., имение в наследство, но был замешан в движении декабристов и был в 1826 году отправлен на каторгу, а в 1836 — на поселение. Он был лишён дворянских прав. Родня захватила всё имение Анненкова.
После смерти Николая I декабристов в 1856 г. вернули из Сибири. Родня всех декабристов тут же возвратила им всё. Исключение составил Анненков. Ему вернули «почти всё». Еделево принадлежала в 1860 г. ему, как и Нагаево и часть Сурадеево. Предполагается, что эти деревни вернула ему его дальняя родственница помещица Сурадеево, Троицко-Ичалок и Ягубовки Кушелева. Но были ещё деревни, которые отказался вернуть его двоюродный брат Николай Николаевич Анненков, государственный контролёр, владелец в 1860 г. деревень Пекшати, Верино, Ивково.
Это отметил Герцен в ядовитой заметке, помещённой в «Колоколе» (лист 25 от 1 октября 1858 г.):
Правда ли, что государственный контролёр Анненков, получивший по ссылке в Сибирь своего двоюродного брата /по 14 декабря 1825 г./ большую часть его имения, думает /около двух лет/, как бы поделикатнее отдать это имение возвратившемуся из ссылки Анненкову? И правда ли, что в этом отношении на него сильно подействовал пример Кушелевой, более отдалённой, чем он, родственницы ссыльного, которая возвратила полученное от него имение? Говорят, что достойный ревнитель гражданского устройства находит опрометчивым такой поступок своей родственницы, которая так неделикатно взяла да и отдала имение, не употребив на обсуждение этого поступка подобно ему несколько лет?

## Население
| 2002 | 2010 |
| ---- | ---- |
| 223  | ↘182 |

Этнический состав
Согласно результатам переписи 2002 года, в этнической структуре населения русские составляли 97 %.